# Jakub Makovička
Jakub Makovička (ur. 7 marca 1981 w Pradze) – czeski wioślarz, reprezentant Czech w wioślarskiej dwójce bez sternika podczas Letnich Igrzysk Olimpijskich w Pekinie.

## Osiągnięcia
- Mistrzostwa Świata – Lucerna 2001 – dwójka ze sternikiem – brak[2][3].
- Mistrzostwa Świata – Sewilla 2002 – czwórka bez sternika – 11. miejsce[2].
- Mistrzostwa Świata – Mediolan 2003 – ósemka – 11. miejsce[2].
- Igrzyska Olimpijskie – Ateny 2004 – czwórka bez sternika – 8. miejsce[1][2].
- Mistrzostwa Świata – Mediolan 2005 – czwórka bez sternika – 8. miejsce[2].
- Mistrzostwa Świata – Eton 2006 – dwójka bez sternika – 9. miejsce[2].
- Mistrzostwa Świata – Monachium 2007 – dwójka bez sternika – 15. miejsce[1][2].
- Mistrzostwa Europy – Poznań 2007 – ósemka – 1. miejsce[2].
- Igrzyska Olimpijskie – Pekin 2008 – dwójka bez sternika – 8. miejsce[1][2].
- Mistrzostwa Świata – Poznań 2009 – dwójka bez sternika – 10. miejsce[2].
- Mistrzostwa Świata – Poznań 2009 – dwójka ze sternikiem – 2. miejsce[2].
- Mistrzostwa Europy – Brześć 2009 – czwórka bez sternika – 2. miejsce[2].
- Mistrzostwa Europy – Montemor-o-Velho 2010 – dwójka bez sternika – 8. miejsce[2].
- Mistrzostwa Europy – Montemor-o-Velho 2010 – dwójka ze sternikiem – 3. miejsce[2].